# Sámuel Domokos
Sámuel Domokos  (n. 16 martie 1913, Ciugudu de Jos, România – d. februarie 1995, Budapesta, Ungaria) a fost un istoric literar, folclorist și bibliograf maghiar. 
A urmat cursurile Colegiul Reformat din Aiud, după care a absolvit Facultatea de Filologie de la Universitatea din Cluj. A fost profesor de liceu la Năsăud (1940-1944) și la Budapesta (1945-1947); din 1948 a fost asistent, lector, apoi conferențiar, șef de catedră, profesor la Catedra de limba și literatura română a Universității Eötvös Loránd din Budapesta. De acolo s-a pensionat în 1978, dar a predat până în 1983 istoria literaturii române din secolul al XX-lea. A decedat pe 13 februarie 1995.

## Scrieri
- Tipografia din Buda. Contribuția ei la formarea științei și literaturii române din Transilvania la începutul secolului al XIX-lea, Gyula, 1994.

## Traduceri
Domokos a tradus în maghiară scrieri ale lui Nicolae Bălcescu (1950), Alexandru Toma (1955), Tudor Arghezi (1961), Alexandru Macedonski (1963), Lucian Blaga (1965), Alexandru Mitru (1983) ș.a.